# Marianne von Willemer
Marianne von Willemer (Linz, 1784. november 20. – Frankfurt am Main, 1860. december 6.) költőnő.

## Élete
Édesanyja a színésznő Elizabeth Pirngruber volt, apja ismeretlen. Marianne korán dráma és balettet tanul. Már nyolcéves, amikor a bécsi Pressburger színház plakátján neve megjelenik.
1796-ban Frankfurtban bukkannak fel, az anya mint színházi szolgáló, a lánya mint a kórus tagja Marianne Jung néven. Itt figyelt fel rá John Jacob Willemer (1760. március 29. - 1838. október 14.)bankár és szenátor. Anyja 2000 Ft nyugdíj ellenében, mint nevelőszülőkhöz adta el nekik. 1800. április 25-én volt utoljára színpadon, ezután a bankár lányaival együtt nevelkedett.
Amikor 18 éves, nem hivatalosan Willemerhez élettársa lett, aki éppen második feleségét vesztette el. Amikor Willemer megtudta, hogy a költőfejedelem Goethe Weisbadenben tartózkodik 1814. augusztus 14-én meglátogatta és bemutatta élettársát. Nagy barátság lett a kapcsolatból, és mint múzsa is fontos szerepe lesz Goethe életében. Valószínűleg Goethe javasolja a bankárnak, hogy jogilag legitimálja kapcsolatát Mariannéval. Így 1814. szeptember 27-én tartották meg rövid egybekelésüket. Tulajdonképpen csak 14 hónapig tartják a személyes kapcsolatot, de utána megszakítás nélkül leveleznek Goethe-vel.
1832. március 22-én halt meg Goethe. Marianne utána ezt írta: "Isten adta nekem ezt a barátságot, amelyet most elvett tőlem. De hála istennek, hogy ilyen hosszú ideig részem volt benne. " De hogy mit is jelentett neki a költő valójában, azt csak jóval később fedte föl Hermann Grimmnek. Ezután férjét is elvesztette 1838-ban, két évi ápolás után. Mivel házassága gyermektelen volt, ezután zongora leckéket adott, művészeket támogatott és maga is költeményeket írt.
76 évesen, szívrohamban elhunyt otthonában.
Már az 1810-es években írt verseket, amelyeket Goethe olyan jelentőseknek talált, hogy felvette a West-östlicher Divan (Nyugat-keleti díván) versei közé, és Szulejka alakját is róla mintázta. Naplójában Goethe "Demoiselle Jung" (kis haver) néven emlegeti. Egymás között rejtjeles írással leveleztek, melyet utóbb megsemmisítettek.